# Marie Shotwell
Marie Shotwell (21 de marzo de 1880 – 18 de septiembre de 1934) fue una actriz estadounidense que trabajó en teatro y cine. 

## Biografía
Shotwell empezó a trabajar en la industria cinematográfica en 1915, apareciendo en God's Witness, The Taming of Mary, Under Southern Skies, y The Tale of the C. Shotwell siguió trabajando en la industria cinematográfica hasta finales de la década de 1920, Shotwell apareció en Sally of the Sawdust (1925), protagonizada por W.C. Fields; sus últimas apariciones en la industria cinematográfica fueron Running Wild (1927) y One Woman To Another (1927).
Shotwell se casó con el oficial de polícia William G. Austin, en Savannah (Georgia). La pareja se divorció en 1916.
En 1922, Shotwell se convirtió en la albacea en la herencia de su amiga, Marie J. Pearson, quien trabajaba como maestra en una escuela pública en la ciudad de Nueva York. Shotwell fue demandada por un empresario que era encargado de una empresa de funerarias, la demanda fue alrededor de $245, el monto de una factura de un entierro. 
Shotwell murió tras haber sufrido una hemorragia cerebral en 1934, esto sucedió después de haber sufrido un ataque mientras estaba trabajando en Astoria, New York. En ese momento, Shotwell trabajaba juntó con George M. Cohan en la película Gambling. Tenía 54 años.

## Filmografía
| Año  | Título                 | Papel               | Notas |
| ---- | ---------------------- | ------------------- | ----- |
| 1915 | Under Southern Skies   | Mrs. Hampton        |       |
| 1917 | Enlighten Thy Daughter | Minna Stevens       |       |
| 1917 | Married in Name Only   | Mrs. Worthing       |       |
| 1918 | Miss Innocence         | Fay Gonard          |       |
| 1919 | The Echo of Youth      | Ruth Carlyle Graham |       |
| 1920 | The Evil Eye           | Mrs. David Bruce    |       |
| 1920 | Civilian Clothes       | Mrs. Smythe         |       |
| 1920 | The Master Mind        | Sadie               |       |
| 1920 | Blackbirds             | Edna Crocker        |       |
| 1921 | Her Lord and Master    | Mrs. Stillwater     |       |
| 1922 | Shackles of Gold       | Mrs. Van Dusen      |       |
| 1923 | Does It Pay?           | Mrs. Clark          |       |
| 1925 | The Manicure Girl      | Mrs. Wainwright     |       |
| 1925 | Sally of the Sawdust   | Society Leader      |       |
| 1925 | Shore Leave            | Mrs. Schuyler-Payne |       |
| 1925 | Lovers in Quarantine   | Mrs. Borroughs      |       |
| 1927 | Running Wild           | Mrs. Finch          |       |
| 1927 | One Woman to Another   | Mrs. Gray           |       |